# Strandibalonius scaber
Strandibalonius scaber is een hooiwagen uit de familie Podoctidae. De originele naamcombinatie (protoniem) is Homibalonius scaber Roewer 1915. Een volgende naamrecombinatie werd gepubliceerd als Metibalonius scaber (Roewer, 1915) in Goodnight & Goodnight 1957, dan later als Strandibalonius scaber (Roewer, 1915), maar blijkbaar niet overgenomen in taxonomische publicaties (hoewel impliciet in Kury et al. 2020 uit de synonomie van Metibalonius (plus Homibalonius) onder Strandibalonius). 